# Kembung Luar
Kembung Luar is een bestuurslaag in het regentschap Bengkalis van de provincie Riau, Indonesië. Kembung Luar telt 3153 inwoners (volkstelling 2010).